# Gillet de La Tessonnerie
Gillet de La Tessonnerie (* im 17. Jahrhundert; † im 17. Jahrhundert) war ein französischer Dramatiker.

## Leben und Werk
Gillet de La Tessonnerie (auch: Gillet de La Tessonnière, Vorname nicht bekannt), über den man nur weiß, was aus seinen Werken hervorgeht, war Beamter an der Cour des Monnoyes und schrieb 11 Theaterstücke. Eines davon, Le Déniaisé, ähnelt dem Molière zugeschriebenen Stück Le Docteur amoureux (1658). Nachdem man lange glaubte, Gillet hätte Molière kopiert, wies Pierre Lerat nach, dass der Sachverhalt umgekehrt ist. Zwei weitere Stücke wurden in jüngster Zeit neu herausgegeben, nicht aber das seinerzeit bekannteste, Le Campagnard (mit dem Schauspieler Jodelet, 1586–1660). Das Stück L’Art de régner wurde ins Deutsche übersetzt.

## Werke (Auswahl)
- La Quixaire, tragi-comédie. T. Quinet, Paris 1640.
- La comédie de Francion. T. Quinet, Paris 1642. (nach dem Roman von Charles Sorel, Thema ist die Impotenz)
- Le triomphe des cinq passions, tragi-comédie. T. Quinet, Paris 1642.
  - (moderne Ausgabe) Hrsg. Peggy E. Chaplin. University of Exeter Press, Exeter 2001.
- La Belle Policritte, tragi-comédie représentée par la troupe royale. T. Quinet, Paris 1642.
- L’Art de régner, ou le Sage gouverneur, tragi-comédie. T. Quinet, Paris 1645.
  - (kritische Ausgabe) Hrsg. P. E. Chaplin. University of Exeter Press, Exeter 1993.
  - (deutsch) Die Regier-Kunst, Oder Der kluge Hoffmeister. In einer Tragico-Comodie. Johan Holwein, Schleswig 1659. Classic Reprints 2021. (übersetzt von Benjamin Knobloch, auch: Knoblauch)
  - (deutsch, weitere Auflage) Monsieur de Gillet Verteutschete Regier-Kunst, oder Kluger Hoffe-Meister. Hrsg. Christian Funcke, 1626–1695, Mitglied der Fruchtbringenden Gesellschaft. Milichsche Stadt- und Gymnasialbibliothek Görlitz. 1677.
  - (niederländisch) De regeerkunst, of Wyze leermeester. Staatspel (1667)
- La Mort du grand Promédon ou l’exil de Nérée, tragi-comédie. T. Quinet, Paris 1645.
- Sigismond, duc de Varsau, tragi-comédie dédiée à la Reyne. T. Quinet, Paris 1646.
- La mort de Valentinian et d’Isidore, tragédie. T. Quinet, Paris 1648.
- Le Déniaisé, comédie. T. Quinet, Paris 1648. Gay, Nizza 1873.
  - (Pierre Lerat, Hrsg.): Le Docteur amoureux , comédie attribuée à Molière. Le Desniaisé de Gillet de La Tessonnerie. Édition critique. A.G. Nizet, Paris 1973.
- Le Triomphe de l’amour honneste et veritable, ou les Sentiments amoureux de Philandre. Besongne, Paris 1653.
- Le Campagnard, comédie. Par Monsieur Gillet. Luynes, Paris 1657.